# Barbara Valentin
Barbara Valentin, pseudonimo di Ursula Ledersteger (Vienna, 15 dicembre 1940 – Monaco di Baviera, 22 febbraio 2002), è stata un'attrice austriaca.

## Biografia
Soprannominata "la Jayne Mansfield tedesca", Barbara Valentin fu spesso presente nei film di Rainer Werner Fassbinder, avendo all'attivo 40 film e 350 telefilm. Figlia d'arte (era nata dal regista Hans Ledersteger e dall'attrice Irmgard Alberti), dopo la scuola di recitazione riuscì a ottenere solo piccoli ruoli e fu costretta a lavorare anche come estetista. In seguito si affermò con l'immagine sensuale e provocante che avrebbe caratterizzato il suo personaggio. Il successo arrivò nel 1960 con l'horror fantascientifico L'abbraccio del ragno e proseguì con Das Mädchen mit den schmalen Hüften (La ragazza con i fianchi stretti) e In Frankfurt sind die Nächte heiß (Le notti calde di Francoforte, non usciti in Italia). Seppe distaccarsi dal personaggio di bomba sexy grazie all'incontro con il regista Rainer Werner Fassbinder che la fece recitare in alcuni dei suoi film come La paura mangia l'anima e Effi Briest.
Si sposò tre volte: con Rolf Lüder, Ernst Reichardt e Helmut Dietl, ed ebbe due figli. La sua vita fu segnata dall'abuso di droghe e alcol, dovuto probabilmente alle infelici relazioni coniugali e affettive. Alla fine del 1983 conobbe il cantante dei Queen, Freddie Mercury, con cui strinse amicizia. Comparve in altre clip musicali con Thomas D (Solo, 1997) e con Giorgio Moroder vs. Jam & Spoon (The Chase, 2000). Negli ultimi anni visse a Monaco di Baviera dove morì il 22 febbraio 2002 a causa di un ictus, seguito a una lunga malattia, e dove fu sepolta nel cimitero di Ostfriedhof.

## Filmografia parziale

### Cinema
- L'abbraccio del ragno (Ein Toter hing im Netz), regia di Fritz Böttger (1960)
- A 001: operazione Giamaica, regia di Richard Jackson (1965)
- Carmen Baby (Carmen, Baby), regia di Radley Metzger (1967)
- Un ospite gradito... per mia moglie (König, Dame, Bube), regia di Jerzy Skolimowski (1972)
- Effi Briest (Fontane Effi Briest), regia di Rainer Werner Fassbinder (1974)
- La paura mangia l'anima (Angst essen Seele auf), regia di Rainer Werner Fassbinder (1974)
- Martha, regia di Rainer Werner Fassbinder (1974)
- Il diritto del più forte (Rainer Werner Fassbinder), regia di Rainer Werner Fassbinder (1975)
- Lili Marleen, regia di Rainer Werner Fassbinder (1980)
- La seconda vittoria (The Second Victory), regia di Gerald Thomas (1987)
- Quella Trabant venuta dall'Est (Go Trabi Go), regia di Peter Timm (1991)

### Televisione
- Il mondo sul filo (Welt am Draht), regia di Rainer Werner Fassbinder – film TV (1973)